# Besoin de financement
Le besoin de financement correspond à la situation d'un agent économique dont les dépenses d'investissement sont supérieures à l'épargne. On parle de besoin de financement si le solde est négatif, et de capacité de financement s'il est positif.